# جان بول بوتيوس
جان بول بوتيوس (بالهولندية: Jean-Paul Boëtius) وهو لاعب كُرَة قَدَم هولندي في مركز الجناح ولد في يوم 22 مارس 1994 في مدينة روتردام في هولندا وهو يلعب حالياً مع نادي فينورد ولعب أيضاً مع منتخب هولندا لكرة القدم ويبلغ طوله 178 سم.

## مسيرته الكروية
لعب جان بول بوتيوس خلال مسيرته الاحترافية مع 4 أندية في عشرة مواسم وسجل خلالها 38 هدفًا ضمن 196 مباراة. حيث فاز في موسمين بالكأس وفي موسمين بالدوري.
خاض جان بول بوتيوس مسيرته مع نادي فاينورد في موسم 2012–13 في المرة الأولى واستمر معه طيلة ثلاثة مواسم ثم في موسم 2017–18 ولمدة موسمين، مشاركًا طوالها في 109 مباراة سجل خلالها 24 هدفًا. ثم انتقل إلى نادي بازل في موسم 2015–16 ولمدة موسمين، حيث شارك في 14 مباراة سجل خلالها 3 أهداف. لينتقل بعدها إلى نادي جينك في موسم 2016–17 لمدة موسم واحد، مشاركًا في 15 مباراة سجل خلالها 3 أهداف أيضًا. ثم انتقل إلى نادي ماينتس 05 في موسم 2018–19 ولمدة موسمين، مشاركًا في 58 مباراة سجل خلالها 8 أهداف.

## روابط خارجية
- جان بول بوتيوس على موقع الاتحاد الأوربي (الإنجليزية)
- جان بول بوتيوس على موقع قاعدة بيانات كرة القدم.إي يو (الإنجليزية)
- جان بول بوتيوس على موقع ناشيونال فوتبول تيمز (الإنجليزية)
- جان بول بوتيوس على موقع Soccerbase.com (لاعب) (الإنجليزية)
- جان بول بوتيوس على موقع Soccerway.com (الإنجليزية)
- جان بول بوتيوس على موقع عالم كرة القدم.نت (الإنجليزية)
- جان بول بوتيوس على موقع AS.com (الإسبانية)